# Елсмор (Канзас)
Елсмор (англ. Elsmore) — місто (англ. city) в США, в окрузі Аллен штату Канзас. Населення — 50 осіб (2020).

## Географія
Елсмор розташований за координатами 37°47′39″ пн. ш. 95°8′59″ зх. д. / 37.79417° пн. ш. 95.14972° зх. д. (37.794154, -95.149827).  За даними Бюро перепису населення США в 2010 році місто мало площу 0,40 км², уся площа — суходіл.

## Демографія
Згідно з переписом 2010 року, у місті мешкало 77 осіб у 35 домогосподарствах у складі 22 родин. Густота населення становила 194 особи/км².  Було 47 помешкань (118/км²).
Расовий склад населення:
| - 100,0 % — білих |

До двох чи більше рас належало 0,0 %. Частка іспаномовних становила 0,0 % від усіх жителів.
За віковим діапазоном населення розподілялося таким чином: 22,1 % — особи молодші 18 років, 48,0 % — особи у віці 18—64 років, 29,9 % — особи у віці 65 років та старші. Медіана віку мешканця становила 47,8 року. На 100 осіб жіночої статі у місті припадало 92,5 чоловіків;  на 100 жінок у віці від 18 років та старших — 114,3 чоловіків також старших 18 років.
Середній дохід на одне домашнє господарство  становив 40 580 доларів США (медіана — 37 500), а середній дохід на одну сім'ю — 59 077 доларів (медіана — 42 500). Медіана доходів становила 39 375 доларів для чоловіків та 26 250 доларів для жінок. За межею бідності перебувало 38,5 % осіб, у тому числі 61,1 % дітей у віці до 18 років та 0,0 % осіб у віці 65 років та старших.
Цивільне працевлаштоване населення становило 31 осіб. Основні галузі зайнятості: виробництво — 29,0 %, освіта, охорона здоров'я та соціальна допомога — 19,4 %, транспорт — 16,1 %, роздрібна торгівля — 16,1 %.